# Golfo Triste
Golfo Triste – zatoka Morza Karaibskiego, położona u północnych wybrzeży Wenezueli, pomiędzy przylądkiem Punta Tucacas (na północnym zachodzie) a ujściem rzeki Chaves (na południowym wschodzie). Ma 8 mil morskich (15 km; 9,2 mi) szerokości i 3 mile morskie (5,6 km; 3,5 mi) długości. Nazwa zatoki pochodzi z języka hiszpańskiego i oznacza smutną zatokę. Wybrzeże zatoki jest pokryte przez bagna namorzynowe, a jej wnętrze cechuje się trudnymi warunkami nawigacyjnymi i ograniczonymi możliwościami cumowania statków. Nad zatoką położone są miasta Puerto Cabello oraz Tucacas. Do zatoki uchodzą rzeki Aroa, Tocuyo i Yaracuy. W zatoce znajdują się 3 niewielkie wyspy. Region zatoki należy do najbardziej deszczowych obszarów wybrzeża Wenezueli. W zatoce jest wydobywana ropa naftowa. Na północno-zachodnim wybrzeżu zatoki jest położony Park Narodowy Morrocoy.